# Paroisse de Saint-Tugal de Laval
Pour les articles homonymes, voir Saint-Tugal.
La paroisse de Saint-Tugal est située à Laval dans le département français de la Mayenne. Son existence était liée à la présence du chapitre et de la collégiale Saint-Tugal de Laval.

## Histoire
Son établissement avait été la source d'une multitude de procès et de démêlés avec les curés de la Trinité de Laval. Les individus qui étaient paroissiens de Saint-Tugal, en quelque paroisse de la ville qu'ils habitassent étaient :
- 1° les membres du chapitre, dignitaires, chanoines, chapelains, les personnes de leurs familles demeurant avec eux et vivant à leurs frais, ainsi que leurs domestiques,
- 2° les bedeaux du chapitre,
- 3° les militaires en activité de service, nobles ou non nobles passant par Laval, ou y faisant leur séjour, quand ils n'en étaient pas originaires. Le chapitre prétendait encore que tous les nobles d'extraction, encore qu'ils ne portassent pas les armes, étaient de sa paroisse[1]

## Territoire
Le territoire formant la paroisse de Saint-Tugal n'était point, comme pour presque toutes les autres, une certaine étendue de terrain enfermée dans les limites déterminées ; ce n'étaient que des maisons et des jardins épars dans le territoire de la Trinité de Laval et n'étant point contigus les uns aux autres. 
Isidore Boullier a découvert un plan de cette singulière paroisse ; il paraît avoir été dressé dans la dernière moitié du XVIIIe siècle. D'après ce plan, voici de quoi se composait la partie territoriale de cette paroisse : 
- 1° L'église et ses dépendances, le cloître, le cimetière, une vieille construction nommée l'Édifice.
- 2° L'ancien château de Laval, qui servit au XIXe siècle de prison, avec toutes ses dépendances.
- 3° Le petit château, avec ses dépendances, notamment une poterne, ayant son appui dans la rue du Val-de-Mayenne
- 4° La prison qui servit au XIXe siècle pour le bureau de bienfaisance et pour les classes des Frères des écoles chrétiennes.
- 5° Le collège, situé rue Renaise. C'était la maison appartenant au XIXe siècle à M. Feillé-Grandpré, imprimeur-libraire.
- 6° Un certain nombre de maisons appartenant au chapitre, et qu'il n'est pas aisé de déterminer d'une manière bien certaine, parce qu'elles sont de formes assez bizarres et que, sur le plan, on ne distingue pas facilement la composition de chacune[3]
- 7° De cinq à sept maisons appartenant à des particuliers[4]

## Habitants
Il n'est pas facile de savoir quelle était la population de la paroisse de Saint-Tugal. André René Le Paige dit qu'elle était de 150 communiants; mais on ne peut pas s'en rapporter beaucoup à ses chiffres, car il porte le nombre des communiants de la Trinité à 12 000 et ceux de  Saint-Vénerand à  6 000, ce qui paraît exagéré. Au contraire, il paraît au-dessous de la vérité pour Saint-Tugal. 
Les deux châteaux seuls renfermaient beaucoup d'habitants. Ils servaient de logement aux principaux officiers du seigneur ; intendant, premier juge, procureur fiscal; le notaire du seigneur, le garde général des forêts, etc., et des officiers inférieurs y logeaient aussi. 

## Curé
Le curé de Saint-Tugal était un simple chapelain qui avait été chargé des fonctions pastorales, mais qui n'avait pas été exempté pour cela de ses devoirs comme chapelain. Il était donc tenu d'assister
comme les autres à tous les offices ; mais il était exempt de la puncte quand il s'absentait pour ses fonctions curiales, et n'en touchait pas moins sa part des distributions. Du reste il avait une position peu élevée, se trouvant seulement le premier des chapelains, et dans une infériorité très marquée vis-à-vis des chanoines. Il ne remplissait même que les fonctions curiales les moins honorables, les chanoines s'étant réservé les plus importantes. Dans plusieurs pièces il est mention des petites sépultures que fait le curé; ce qui indique qu'il n'était chargé que de celles de la dernière clause. Il paraît qu'il en était de même pour les baptêmes, et que le chapitre faisait ceux des enfants appartenant à des familles distinguées.

## Source
- Mémorial de la Mayenne, Godbert, Laval, 1845, p. 168-188.